# فولکر ویسینگ
فولکر ویسینگ (متولد ۲۲ آوریل ۱۹۷۰ در لاندائو) یک سیاستمدار آلمانی (بی‌طرف، تا سال ۲۰۲۴ عضو حزب دموکرات آزاد آلمان (FDP)) و حقوقدان است. او از دسامبر ۲۰۲۱ به عنوان وزیر حمل و نقل و زیرساخت‌های دیجیتال آلمان فعالیت می‌کند. پس از آنکه در نوامبر ۲۰۲۴ حزب دموکرات آزاد آلمان به دلیل فروپاشی ائتلاف چراغ راهنمایی (ائتلاف سه حزبی) وزرای خود را از دولت خارج کرد، ویسینگ اعلام کرد که از حزب FDP خارج می‌شود و قصد دارد به عنوان وزیر فدرال باقی بماند.
وی از سال ۲۰۱۱ تا ۲۰۲۴ رئیس حزب FDP در ایالت راینلاند-فالتس بود. از مه ۲۰۱۶ تا مه ۲۰۲۱ وزیر اقتصاد، حمل‌ونقل، کشاورزی و شراب‌سازی راینلاند-فالتس و همچنین معاون نخست‌وزیر این ایالت بود. از سپتامبر ۲۰۲۰ تا آوریل ۲۰۲۲ دبیرکل حزب FDP بود؛ پیش از آن، از سال ۲۰۱۳ به عنوان عضو هیئت رئیسه حزب فدرال فعالیت می‌کرد.